# Аудиотекс
Аудиотекс (от англ. "audio tax") — платные информационно-справочные, развлекательные или игровые услуги, предоставляемые в интерактивном режиме с использованием специального оборудования. Большинство таких сервисов полностью автоматизировано, однако есть и такие, которые предусматривают живое общение оператора с клиентом. Счёт за оказанную услугу включается в счёт за услуги связи оператора.
Наиболее популярны разнообразные розыгрыши и интерактивные игры, голосования, гадания и гороскопы, рассказы для взрослых в записи и общения с оператором (голосовой чат).
Стоимость звонков на номера аудиотекса, как правило, значительно превышает стоимость обычных междугородних звонков, иногда в десятки раз.
Коды набора в разных странах отличаются. В большинстве государств платные линии находятся в коде 900 (порядок набора 0-900-XXX-XX-XX, 0-900-XXX-XXX или 8-900-XXX-XX-XX), дополнительно также могут использоваться коды 602, 703, 803 и 809.
Платные телефонные линии могут применяться для мошеннических действий. Такие номера могут указывать в объявлениях о продаже или трудоустройстве с выгодными условиями или в интерактивных телевикторинах с заведомо лёгкими вопросами. При этом реальные условия оказания услуги пишутся мелким шрифтом или скрываются от пользователя иным способом.